# Старогольское (Воронежская область)
Старогольское — село в Грибановском районе Воронежской области.
Входит в состав Новогольского сельского поселения.

## Население
| 1859 | 1897  | 2010 |
| ---- | ----- | ---- |
| 736  | ↗1270 | ↘116 |

## Улицы
- ул. Ленинская,
- ул. Набережная,
- ул. Центральная.